# Oscar Joseph Giger
Oscar Joseph Giger (Entlebuch, 1º giugno 1880 – ...) è stato un calciatore svizzero, di ruolo centrocampista.

## Carriera
Centrocampista in un'era in cui tale ruolo aveva caratteristiche essenzialmente d'interdizione, giocò nel San Gallo, formazione con la quale vinse il titolo elvetico.
Messosi in mostra agli occhi degli osservatori del Milan in una serie d'incontri giocati nelle festività pasquali del 1905, fu tesserato dai rossoneri coi quali vinse lo scudetto del 1906 coprendo il ruolo di titolare fisso, e segnando anche un gol nel preliminare contro l'US Milanese.

## Palmarès

### Calciatore

#### Club

##### Competizioni nazionali
- Campionato svizzero: 1

San Gallo: 1903-1904
- Campionato italiano: 1

Milan: 1906